# Porta Salutaris
La Porta Salutaris era una de les portes de la Muralla Serviana, situada entre la Porta Sanqualis i la Porta Quirinalis.
La porta estava situada al Quirinal, al collis Salutaris, lloc que avui ocupa el Palau del Quirinal, al final de l'actual Via della Dataria. El camí que passava per aquesta porta, el Vicus Salutaris, unia el Camp de Mart amb el Quirinal.

## Descripció
Segons Sext Pompeu Fest, la porta devia el seu nom a la proximitat amb un temple dedicat a Salus, deessa de la salut. D'aquesta porta no en queda res.